# Baron Cobham
Baronowie Cobham 1. kreacji (parostwo Anglii)
- 1313–1339: Henry de Cobham, 1. baron Cobham
- 1339–1355: John de Cobham, 2. baron Cobham
- 1355–1408: John de Cobham, 3. baron Cobham
- 1408–1434: Joan Oldcastell, 4. baronowa Cobham
- 1434–1442: Joan Brooke, 5. baronowa Cobham
- 1442–1464: Edward Brooke, 6. baron Cobham
- 1464–1512: John Brooke, 7. baron Cobham
- 1512–1529: Thomas Brooke, 8. baron Cobham
- 1529–1558: George Brooke, 9. baron Cobham
- 1558–1597: William Brooke, 10. baron Cobham
- 1597–1603: Henry Brooke, 11. baron Cobham
- 1603–1643: William Brooke, 12. baron Cobham
- 1747–1787: William Boothby, 13. baron Cobham
- 1787–1789: Mary Disney, 14. baronowa Cobham
- 1916–1933: Gervase Disney Alexander, 15. baron Cobham
- 1951–1951: Robert Disney Leith Alexander, 16. baron Cobham

Baronowie Cobham 2. kreacji (parostwo Anglii)
- 1324–1325: Ralph de Cobham, 1. baron Cobham

Baronowie Cobham 3. kreacji (parostwo Anglii)
- 1326–1332: Stephen de Cobham, 1. baron Cobham
- 1332–1362: John de Cobham, 2. baron Cobham
- 1362–1394: Thomas Cobham, 3. baron Cobham
- 1394–1405: Reynold Cobham, 4. baron Cobham
- 1405–1429: Thomas Cobham, 5. baron Cobham

Baronowie Cobham 4. kreacji (parostwo Anglii)
- 1342–1361: Reginald de Cobham, 1. baron Cobham
- 1361–1403: Reginald de Cobham, 2. baron Cobham

Baronowie Cobham 5. kreacji (parostwo Anglii)
- 1645–1660: John Brooke, 1. baron Cobham

Baronowie Cobham 6. kreacji (parostwo Wielkiej Brytanii)
- patrz: wicehrabia Cobham